# Powiat Baja
Powiat Baja (węg. Bajai járás) – jeden z dziesięciu powiatów komitatu Bács-Kiskun na Węgrzech. Siedzibą władz jest miasto Baja.

## Miejscowości powiatu Baja
- Bácsbokod
- Bácsborsód
- Bácsszentgyörgy
- Baja
- Bátmonostor
- Csátalja
- Csávoly
- Dávod
- Dunafalva
- Érsekcsanád
- Érsekhalma
- Felsőszentiván
- Gara
- Hercegszántó
- Nagybaracska
- Nemesnádudvar
- Sükösd
- Szeremle
- Vaskút